# Kashashi
Kashashi (auch Kashisha) ist ein Verwaltungsbezirk (Ward) des Distrikts Siha in der tansanischen Region Kilimandscharo.

## Geografie
Kashashi liegt im Nordosten von Tansania etwa 30 Kilometer Luftlinie nordwestlich der Regionshauptstadt Moshi am südlichen Abhang des Shira. Der Süden liegt in rund 1200 Meter Seehöhe, nach Nordosten steigt das Gebiet auf 2700 Meter an.
Der nach Nordosten spitz zulaufende Bezirk grenzt im Osten an Masama Mashariki und Masama Magharibi des Distrikts Hai, im Südwesten an Kirua und im Nordwesten an Naeny. Bei der Volkszählung 2022 lebten 5573 Menschen in 1565 Haushalten auf einer Fläche von 29 Quadratkilometern.

## Gliederung
Der Bezirk besteht aus sechs Gemeinden (Mtaa) mit zwanzig Orten (Kitongoji):
| Kashashi - Suhuni - Maveni - Iosavana | Kyengia - Orumwi - Kishona - Raa | Lokiri - Lwankame - Ngabobo - Maendeleo - Losavare | Kirisha - Ngasinyi - Kirisha | Manio - Manio - Kitahemwa - Muri - Ohiny | Naweru - Nkwamanire - Nkweshashu - Mwanyingony - Nkwamanyire |

## Wirtschaft und Infrastruktur
- Bildung: Die staatliche Suumu Secondary School ist die einzige weiterführende Schule des Bezirks.[8] Sie bildet über 100 Mädchen und Burschen bis zur 4. Stufe aus.[9]
- Gesundheit: In der Gemeinde Kashashi liegt eine staatliche Apotheke.[10]